# Albatros D.III
Die Albatros D.III (Werksbezeichnung L20) der Albatros Flugzeugwerke war ein Jagdflugzeug, das im Ersten Weltkrieg von der deutschen, österreichisch-ungarischen und türkisch-osmanischen Fliegertruppe eingesetzt wurde. Die Albatros D.III war eines der meistverwendeten deutschen Jagdflugzeuge. In Österreich-Ungarn wurde das Flugzeug mit einigen Änderungen als Oeffag D.III nachgebaut.

## Entwicklung
Ende 1915 stellte die Inspektion der Fliegertruppe den deutschen Flugzeugherstellern einen erbeuteten Nieuport-Einsitzer zur Verfügung; dieser französische Kampfdoppeldecker galt bei den deutschen Piloten hinsichtlich Kurvenflugeigenschaften und Wendigkeit als besonders gefährlicher Gegner. Während einige Hersteller die Konstruktion der Nieuport weitgehend kopierten, übernahm das Team des Chefingenieurs der Albatros-Werke, Robert Thelen, nur das Konstruktionsmerkmal einer schmaleren unteren Tragfläche. Ziel war eine wesentliche Verbesserung der Pilotensicht und der im Luftkampf so wichtigen Flugeigenschaften wie Wendigkeit im Kurvenflug und Steigfähigkeit, ohne auf die bewährte Feuerkraft und Stabilität der Albatros D-Flugzeuge zu verzichten.
Diese Änderung erforderte allerdings den Umbau des gesamten Tragwerks: die Flügelhinterkanten mit den Querrudern wurden etwas nach außen verlängert und die Flächenvorderkanten nach innen verkürzt. Wie bei der Nieuport 11 wurden die unteren Flächen kürzer als die oberen. Sie wurden nur einholmig konstruiert und die beiden Tragflächen durch V-Streben miteinander verbunden. Nach dem Erstflug im Sommer 1916 erfolgte die Typenprüfung am 26. September 1916.
Die D.III verfügte mit ihren synchronisierten Zwillings-MG über die gleiche Feuerkraft wie ihre Vorgänger und war dadurch den gegnerischen Jagdflugzeugen immer noch überlegen.
Das Flugzeug wurde von den Albatros-Werken in Berlin-Johannisthal und den Ostdeutschen Albatros-Werken (OAW) in Schneidemühl hergestellt. Im Laufe der Produktion wurden an dem Flugzeug einige Änderungen durchgeführt, die auch auf die spätere Albatros D.V übernommen wurden. Dazu zählten die Abrundung des Seitenleitwerks und die seitliche Versetzung des Teves&Braun-Tragflächenkühlers, um den Piloten bei Treffern in den Kühler vor Verbrühungen durch herausspritzende heiße Kühlflüssigkeit zu schützen.

## Einsatz
Als die ersten 13 D.III im Januar 1917 die Front erreichten, waren sie durch ihre Steigfähigkeit und Manövrierfähigkeit den alliierten Flugzeugen überlegen. Im März 1917 waren bereits 137 D.III im Einsatz, im Mai 327. Die Albatrosse erkämpften die Luftüberlegenheit und behaupteten sie das ganze Frühjahr hindurch, als fast alle der 37 Jagdstaffeln mit D.III ausgerüstet waren. Im Blutigen April 1917 verloren allein die Briten 151 Flugzeuge bei nur 30 deutschen Verlusten.
Allerdings trat im Einsatz eine gefährliche Konstruktionsschwäche zu Tage: Die nur einholmigen schmalen unteren Flügel waren zu schwach ausgelegt, und so kam es bei hoher Belastung im Sturz- und Kurvenflug zu Vibrationen, was vom Flattern bis zum Flügelbruch oder völligen Verlust der unteren Tragflächen führen konnte. Auf diese Weise verloren zwei Jagdflieger der Jagdstaffel (Jasta) 2 am 24. Januar 1917 ihr Leben, und auch der Führer der Jasta 11, Manfred von Richthofen, konnte sich nach Bruch des Unterflügels nur mit Mühe durch eine Notlandung retten. Dieser Mangel wurde nie gründlich behoben und trat sogar noch stärker beim Nachfolgemodell Albatros D.V auf; im Gegensatz zu ihren deutschen Kollegen gelang es den österreichischen Ingenieuren, die die Albatros D.III als Oeffag D.III für die k.u.k. Luftfahrtruppen in Lizenz nachbauten und über drei Serien hinweg ständig weiter verbesserten, dieses Problem zu lösen.
Als jedoch immer mehr und immer bessere alliierte Jagdflugzeuge am Himmel erschienen, darunter die SPAD S.VII und die Sopwith Triplane, wurde die D.III ab Juli 1917 durch die stärker motorisierte Albatros D.V ersetzt. Im November waren jedoch immer noch 446 D.III im Westen, in Palästina und auf dem Balkan im Fronteinsatz, während der Gegner mit den noch leistungsfähigeren Jägern S.E.5, Sopwith Camel und der SPAD S.XII bereits die nächste Generation überlegener Kampfeinsitzer in großer Zahl ins Gefecht schickte. Die Albatros D.III blieb dennoch vereinzelt bis Kriegsende im Einsatz.
Neben den deutschen Luftstreitkräften setzte auch die türkische Fliegertruppe die Albatros D.III erfolgreich ein. Am besten bewährten sich allerdings die von Oeffag für die k.u.k. Luftfahrttruppen produzierten Oeffag D.III-Serien 53.2, 153 und 253 mit 185, 200 oder 225 PS starken Austro-Daimler-Motoren.
Nach Kriegsende wurde die D.III – überwiegend Oeffag D.III, aus Beständen der aufgelösten k.u.k. Luftfahrttruppen – auf polnischer Seite im polnisch-sowjetischen Krieg eingesetzt.

### Flugzeuge im Fronteinsatz
Ab Januar 1917 bis ca. Sommer 1917 ersetzten die Albatros D.III sukzessive fast alle anderen Jagdflugzeugtypen; bis Anfang 1918 wurden insgesamt 1.340 Maschinen gebaut.
Die deutschen Jagdstaffeln meldeten folgende Bestände:
| Monat          | Einsatzzahl |
| -------------- | ----------- |
| Januar 1917    | 13          |
| März 1917      | 137         |
| Mai 1917       | 327         |
| Juli 1917      | 303         |
| September 1917 | 385         |
| November 1917  | 446         |
| Januar 1918    | 423         |
| März 1918      | 357         |
| Mai 1918       | 174         |
| Juli 1918      | 82          |
| September 1918 | 52          |

### Leistungsvergleich
Leistungsvergleich von Jagdeinsitzern im Fronteinsatz zum Ende des Ersten Weltkriegs:
| Name                   | Staat                  | Erstflug   | Indienststellung | Motorleistung | max. Geschwindigkeit | Startmasse | Bewaffnung (MG) | Gipfelhöhe | Stückzahl |
| ---------------------- | ---------------------- | ---------- | ---------------- | ------------- | -------------------- | ---------- | --------------- | ---------- | --------- |
| Albatros D.III         | Deutsches Reich        | 1916-08-01 | 1917-01-15       | 170 PS        | 165 km/h             | 886 kg     | 2               | 5.500 m    | 1352      |
| S.E.5a                 | Vereinigtes Königreich | 1916-11-22 | 1917-03-15       | 200 PS        | 222 km/h             | 880 kg     | 2               | 5.185 m    | 5205      |
| Sopwith Camel          | Vereinigtes Königreich | 1916-12-31 | 1917-06-15       | 130 PS        | 185 km/h             | 659 kg     | 2               | 5.791 m    | 5490      |
| Sopwith Dolphin        | Vereinigtes Königreich | 1917-03-23 | 1918-02-15       | 200 PS        | 211 km/h             | 890 kg     | 2               | 6.100 m    | 2072      |
| Albatros D.Va          | Deutsches Reich        | 1917-04-15 | 1917-07-15       | 185 PS        | 187 km/h             | 937 kg     | 2               | 6.250 m    | 2562      |
| Pfalz D.IIIa           | Deutsches Reich        | 1917-04-15 | 1917-08-15       | 180 PS        | 181 km/h             | 834 kg     | 2               | 6.000 m    | 750       |
| SPAD S.XIII            | Frankreich             | 1917-04-30 | 1917-05-31       | 220 PS        | 222 km/h             | 820 kg     | 2               | 6.650 m    | 8472      |
| Nieuport 28            | Frankreich             | 1917-06-14 | 1918-03-15       | 160 PS        | 195 km/h             | 740 kg     | 2               | 5.200 m    | 300       |
| Fokker Dr.I            | Deutsches Reich        | 1917-07-05 | 1917-09-01       | 130 PS        | 160 km/h             | 585 kg     | 2               | 6.500 m    | 420       |
| Sopwith Snipe          | Vereinigtes Königreich | 1917-10-31 | 1918-08-30       | 230 PS        | 195 km/h             | 955 kg     | 2               | 6.100 m    | 497       |
| L.F.G. Roland D.VIa    | Deutsches Reich        | 1917-11-30 | 1918-05-15       | 160 PS        | 190 km/h             | 820 kg     | 2               | 5.500 m    | 353       |
| Siemens-Schuckert D.IV | Deutsches Reich        | 1917-12-31 | 1918-08-15       | 160 PS        | 190 km/h             | 735 kg     | 2               | 8.000 m    | 123       |
| Fokker D.VII           | Deutsches Reich        | 1918-01-24 | 1918-04-15       | 180 PS        | 189 km/h             | 910 kg     | 2               | 6.000 m    | 800       |
| Fokker D.VIIF          | Deutsches Reich        | 1918-01-24 | 1918-04-15       | 226 PS        | 205 km/h             | 910 kg     | 2               | 7.000 m    | 200       |
| Pfalz D.VIII           | Deutsches Reich        | 1918-01-24 | 1918-09-15       | 160 PS        | 190 km/h             | 740 kg     | 2               | 7.500 m    | 120       |
| Pfalz D.XII            | Deutsches Reich        | 1918-03-31 | 1918-07-15       | 160 PS        | 180 km/h             | 902 kg     | 2               | 5.640 m    | 750       |
| Fokker D.VIII          | Deutsches Reich        | 1918-05-31 | 1918-07-31       | 110 PS        | 204 km/h             | 605 kg     | 2               | 6.300 m    | 289       |

## Weiterentwicklung
Mit der Albatros D.III und dem Zeppelin LZ 80/L 35 wurden 1918 Versuche unternommen, das Flugzeug als Tochterflugzeug eines Luftschiffs einzusetzen.

## Technische Daten
| Kenngröße             | Daten                                                                                   |
| --------------------- | --------------------------------------------------------------------------------------- |
| Besatzung             | 1                                                                                       |
| Länge                 | 7,33 m                                                                                  |
| Spannweite            | 9,05 m                                                                                  |
| Höhe                  | 2,98 m                                                                                  |
| Flügelfläche          | 20,50 m²                                                                                |
| Leermasse             | 661 kg                                                                                  |
| max. Startmasse       | 886 kg                                                                                  |
| Höchstgeschwindigkeit | 175 km/h auf Meereshöhe                                                                 |
| Dienstgipfelhöhe      | 5500 m                                                                                  |
| Steigzeit auf 1000 m  | 3:18 min                                                                                |
| Steigzeit auf 3000 m  | 12:01 min                                                                               |
| Steigzeit auf 5000 m  | 28:48 min                                                                               |
| max. Reichweite       | 310 km                                                                                  |
| Flugdauer             | 2 h                                                                                     |
| Triebwerke            | ein wassergekühlter Sechszylinder-Reihenmotor, Mercedes D IIIa, 127/130 kW (170/175 PS) |
| Kraftstoffzuladung    | 119 l                                                                                   |
| Ölvorrat              | 20,5 l                                                                                  |
| Bewaffnung            | zwei starre 7,92-mm-LMG 08/15                                                           |

## Nachbau
Der Holzbildhauer Koloman Mayrhofer baute bis 2012 eine Albatros D III (Oef) Serie 253 in Pitten, Niederösterreich nach, die einen Motor der Magna Powertrain Engineering Center, Steyr erhielt und damit im Zeitraum 9.–11. April 2012 am Flugplatz Schleißheim erstmals flog, woraus das Unternehmen CRAFT-LAB Restaurations-, Modellbau- und Ausstellungsbau GmbH hervorging.

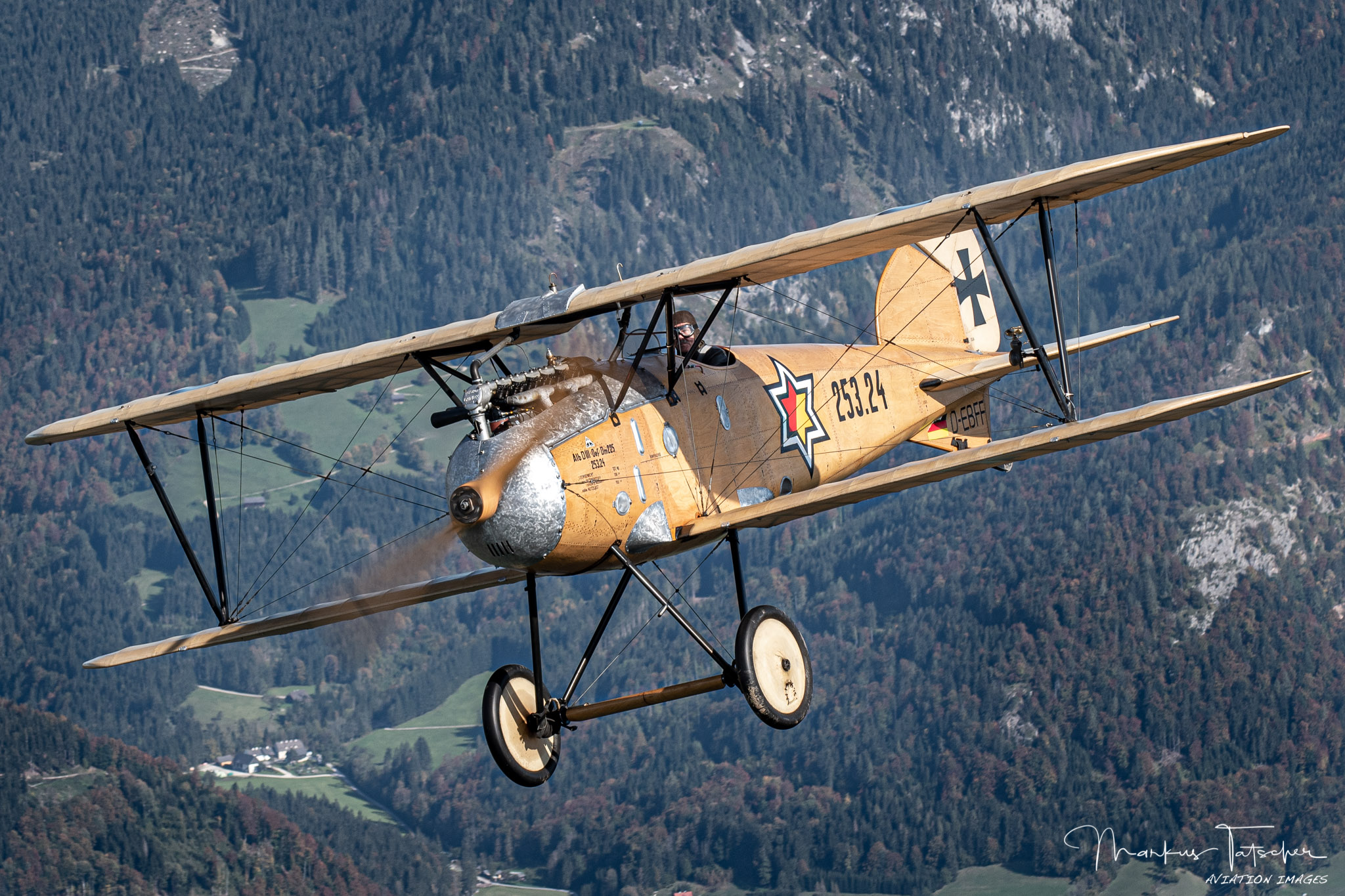
Replik einer Albatros D III (Oef) Serie 253

## Bilder

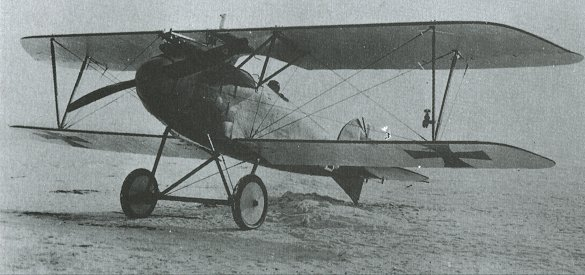
Albatros D.III
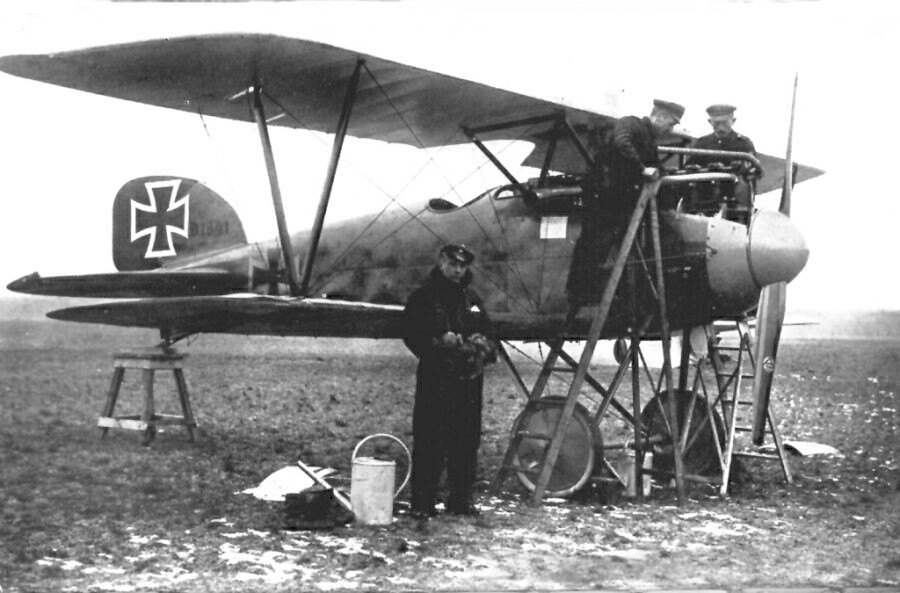
Ernst Udet vor seinem Albatros D.III (Nr. D.1941/16)
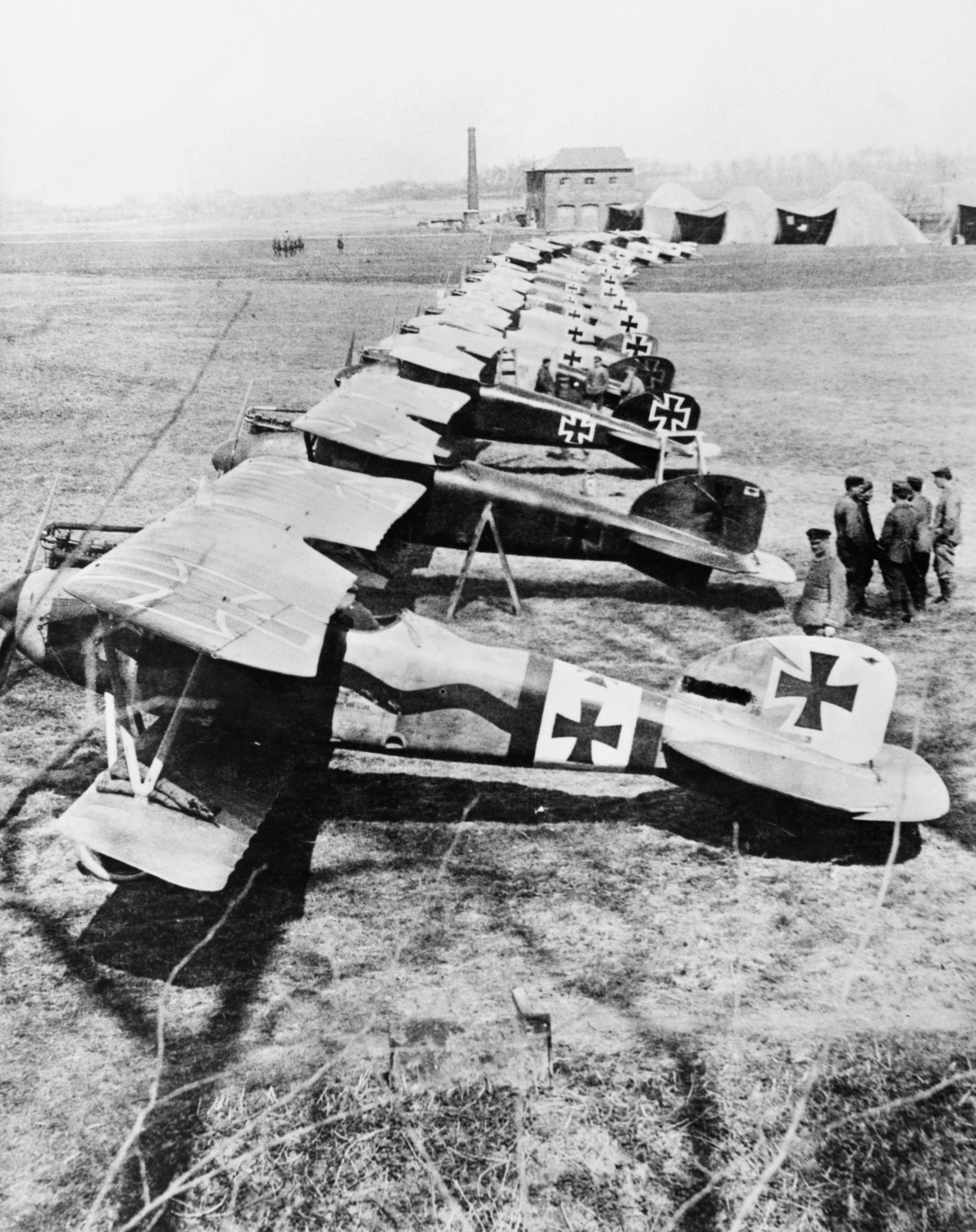
Albatros D.III der Jasta 11 bei Douai, Frankreich
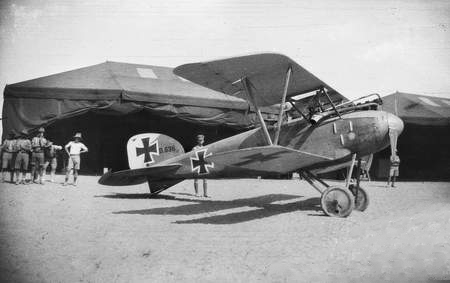
Von britischen Truppen in Palästina erbeutete D.III
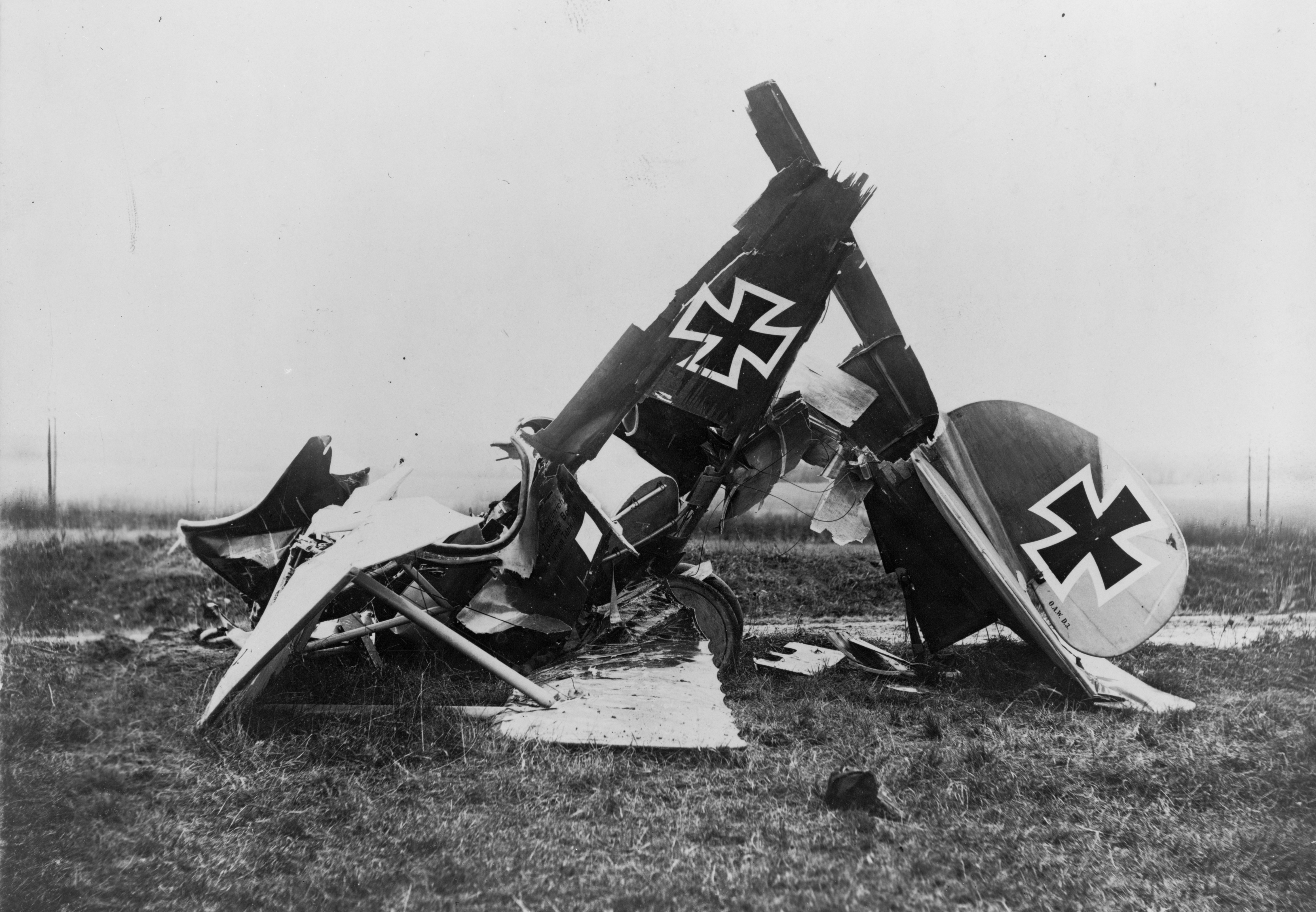
Trümmer einer Albatros D.III (OAW) in Flandern
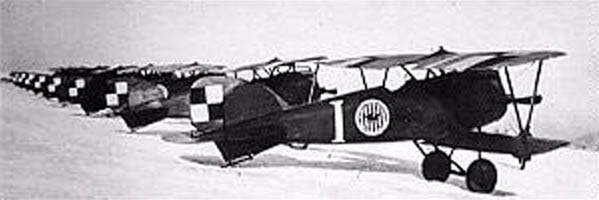
Albatros D.III (Oeffag) der polnischen Fliegertruppe, Lewandówka Winter 1919/20